# Luka Capan
Luka Capan (Zágráb, 1995. április 6. — ) horvát korosztályos válogatott labdarúgó, a Budapest Honvéd hátvédje.

## Pályafutása

### Klubcsapatokban
Capan a spanyol Dinamo Zagreb akadémiáján nevelkedett. A horvát élvonalban 2014. március 8-án a klub színeiben mutatkozott be egy Slaven Belupo elleni mérkőzésen, amellyel az idény végén horvát bajnok lett. 2015 és 2018 között a városi rivális Lokomotiva Zagreb csapatában futballozott. 2018 januárjában igazolta le őt a Rijeka csapata, amellyel 2019-ben és 2020-ban is horvát kupagyőztes lett, valamint pályára lépett a 2020–2021-es Európa-liga csoportkörében. A 2021–2022-es szezonban a török másodosztályú Bursaspor labdarúgója volt. 2022 szeptembere óta a Budapest Honvéd középpályása.

### A válogatottban
2015 és 2016 között négy alkalommal lépett pályára a horvát U21-es válogatottban.

## Sikerei, díjai
- Dinamo Zagreb:
  - Horvát bajnok: 2013–14
- Rijeka:
  - Horvát kupagyőztes: 2018–19, 2019–20